# Kōji Taki
Kōji Taki (japonès: 多木浩二)  (Kōbe, 1928 - 13 d'abril de 2011) va ser un crític d'art i d'arquitectura, fotògraf i filòsof japonès.

## Biografia
Taki es va graduar en història de l'art per la Universitat de Tòquio.
Taki va començar la seva carrera professional com a figura principal a la revista de fotografia japonesa Provoke, que va cofundar i on va treballar de 1968 a 1970. També va aportar la majoria dels fons per a la revista. No obstant això, a causa de la seva «actitud distant» i en posar el seu principal focus en l'escriptura, era més conegut com a escriptor crític que com a artista visual. A més de sobre d'art, també va escriure sovint sobre filosofia, política i història.
Cal fer especial esment de la seva estreta relació amb l'arquitecte japonès Kazuo Shinohara, per al qual va fer alhora fotografies molt assenyalades de les seves obres i va escriure textos crítics.
Taki va morir als 82 anys el 13 d'abril a Hiratsuka, Kanagawa.

## Provoke
La revista va ser fundada per Koji Taki i el poeta Takahiko Okada, i els fotògrafs Takuma Nakahira i Yutaka Takanashi, en un intent d'omplir el buit entre la política i l'art, i com a resultat de la frustració pel món de la postguerra. Publicada entre 1968 i 1969, només se'n van imprimir originalment uns 1000 exemplars, tot i que actualment hi ha disponibles diverses reimpressions. Les imatges de la revista van ser pioneres en un nou estil granulat o borrós que contrastava amb l'estètica japonesa de l'època i la revista va ser molt criticada. La revista també es va centrar molt en l'escriptura crítica.

## Llibres
Els llibres més venerats de Taki inclouen Ikareta Ie (Cases habitades), publicat per Tabata Shoten el 1976; Tenno no Shozo (El retrat de l'emperador), publicat per Iwanami Shoten el 1988; i Senso-Ron (Teoria de la Guerra), publicat per Iwanami Shoten el 1999.
Altres llibres destacats són:
- Havent abandonat en el tercer número la revista Provoke, l'any 1969, la va recopilar en el llibre 『まずたしからしさの世界を捨てろ』 (Llencem el món, Tabata Shoten, 1970).
- Com a crític de la crítica 『ことばのない思考』 (Pensaments sense paraules, 1972, Tabata Shoten) compara les experiències de la ràpida transformació del pensament i l'expressió per si mateixes i analitza de manera exhaustiva fotografies, arquitectura, espai, mobles, llibres i imatges.
- 『生きられた家』 (Cases vives, 1976, Tabata Shoten / 2001, Iwanami Hyodo Bunko) va estudiar la complexa relació de la vida humana i l'espai vital fent un ús ple de la fenomenologia i la semiòtica, que es va convertir en el primer treball principal. D'acord amb l'aprofundiment de l'experiència quotidiana de Taki, aquest llibre ha tingut dues revisions importants posteriorment.
- 『眼の隠喩』 (Metàfora dels ulls, 1982, Aosaka Co., Ltd., el 2008) Aichi Gakuin Bunko va començar un treball filosòfic històric a gran escala per entendre l'art i la cultura establint el concepte de mirada. Aquesta sèrie de pensaments anirien combinats amb la teoria del cos i la consideració estètica política
- 『欲望の修辞学』 (Retòrica del desig), 1987
- 『もし世界の声が聴こえたら』 (Si es pot sentir la veu del món, 2002).
- 『死の鏡』 (El mirall de la mort, 2004).
- 『進歩とカタストロフィ』 (Progrés i catàstrofe, 2005, Aozora Corporation).

## Poesia
- 『「もの」の詩学』 (coses) 『神話なき世界の芸術家』 (artistes sense mitologia, 1994).

## Història psíquica moderna
- 『シジフォスの笑い』 (Riures de Sygiphos, 1997), sobre Iwanami Shoten.
- 『天皇の肖像』 (Retrat de l'emperador), 1988, Iwanami Shoten va analitzar de manera vívida la història psíquica moderna del Japó i Europa occidental d'una manera iconogràfica (1998-2003, Shinkansha).
- Trilogia del Capità Cook 『船がゆく』 (El vaixell marxa), 『船とともに』 (Amb vaixell), 『最後の航海』 (Últim viatge)

## Des de mitjans dels anys noranta del s. XX
Va discutir els significats filosòfics de diversos fenòmens en els llibres:
- 『ヌード写真』 (fotografia de nu).
- 『都市の政治学』 (Ciència política de la ciutat).
- 『肖像写真』 (Fotografia de retrat), Iwanami Shoten.
- 『スポーツを考える: 身体・資本・ナショナリズム』 (Pensant en l'esport: el cos, el capital i el nacionalisme), (1995 Chikuma Shobo Tòquio)

## Petits llibres
- 『表象の多面体』 (Poliedre de representació, 2009, Aosaga) que va parlar de quatre artistes contemporanis que adoren l'amor durador.
- 『トリノ 夢とカタストロフィーの彼方へ』 (Somnis i catàstrofes de Torí a l'altra banda, 2012, BEARLIN).
- 『視線とテクスト』 (Ulls i textos, 2013, Aosaka).
- 『映像の歴史哲学』 (Filosofia històrica de les imatges, 2013, Misuzu Shobo), publicat pòstumament.

## Projectes
- Edició de la publicació Nihon shashin shi 1840-1945 (A History of Japanese Photography: 1840-1945, Heibonsha, 1971.
- Contribuint a la revista d'arquitectura 10+1.[5][6]